# Lucius van Brittannië
Lucius van Brittannië was een legendarische koning van Brittannië gedurende de Romeinse bezetting, een zoon van de al even legendarische koning Coilus. Zijn leven werd beschreven door de twaalfde-eeuwse auteur Geoffrey van Monmouth.

## Eerste christen in Brittannië
Volgens de verhalen was koning Lucius de eerste christen in Brittannië. Rond 156 zou hij paus Eleuterus verzocht hebben om missionarisen naar Brittannië te sturen om de bewoners te kerstenen. Bedes Ecclesiastical History of the English People vermeldt mooie resultaten in het zuidwesten van Brittannië. Eleuterus stuurde Fuganus en Duvianus als missionaris, en zij zouden koning Lucius bekeerd hebben, waarna ze het christelijk geloof verbreidden onder de Britse bevolking.
De missionarissen veranderden oude tempels in kerken en kathedralen. Daarna keerden ze terug naar Rome om meer middelen te werven. Lucius steunde hen door schenkingen van land aan de kerk, en hielp bij het bekeren. Lucius zou zelf missionaris geworden zijn, en naar Zwitserland zijn gegaan om daar te preken.

## Overlijden
Geoffrey van Monmouth meldt dat hij in Gloucester is gestorven in 156. Het kan echter aangetoond worden dat dat niet correct is. Bede meldt:
"In the year ... 156, Marcus Antoninus Verus ... became emperor jointly with his brother Aurelius Commodorus.
During their reign, and while the holy Eleutherus ruled the Roman Church, Lucius, a British king, sent him a letter, asking to be made a Christian by his direction."
Omdat Eleutherus' pontificaat van 175 - 189 duurde, moet Lucius langer koning zijn geweest dan Geoffrey beschrijft. Modern rekenwerk toont aan dat Lucius dan van 137 - 186 koning zou zijn geweest. Hij liet geen troonopvolger na, zodat na zijn dood de strijd om de heerschappij ontbrandde tussen de Romeinen en de Britten.
Er zijn echter geen contemporaine getuigenissen van een koning Lucius. Hij wordt voor het eerst genoemd in een zesde-eeuwse versie van het Liber Pontificalis, een beschrijving van vroege pausen. Tegenwoordig overheerst de mening dat hij nooit bestaan heeft, maar het resultaat is van een vroegmiddeleeuwse verschrijving.

## Feestdag
Lucius wordt beschouwd als een rooms-katholieke heilige. Zijn naamdag valt op 3 december.